# Jarosław Abramow-Newerly
Jarosław Abramow-Newerly (* 17. května 1933, Varšava) je polský spisovatel, skladatel, textař, autor rozhlasových děl a novinář.

## Životopis
Je synem Igora Newerlygo a herečky Barbary Jarecké. V roce 1951 dokončil střední školu a v období 1951-1955 studoval filologii na varšavské univerzitě. Během studia spoluzaložil (1954) Studencki Teatr Satyryków (STS), pro který psal písně i scénáře. Působil zde do roku 1969.
Byl také u založení (1956) týdeníku Od Nowa. V roce 1957 se stal členem redakce „Walka Młodych” a Polského mládežnického rádia. V letech 1958-1959 byl pařížským reportérem Polského týdeníku.
V období 1960–1966 byl vedoucím editorem Divadla mladého posluchače. Od 80. let žije střídavě ve Varšavě a Torontu. V roce 1962 se stal členem Svazu polských spisovatelů, v roce 1965 polského PEN klubu.
V letech 1970-1972 byl literárním vedoucím Lidového divadla ve Varšavě.

## Literární dílo

### Próza
- - 1964 – Licytacja
  - 1977 – Co pan zgłasza?, Varšava, Czytelnik, 1977
  - 1978 – Pięć minut sławy
  - 1979 – Skok przed siebie
  - 1990 – Alianci, Białystok, "Versus", 1990, ISBN 83-7045-011-3
  - 1991 – Pan Zdzich w Kanadzie, Rosner & Wspólnicy, 2002, ISBN 83-89217-12-0
  - 2000
    - Nawiało nam burzę, Varšava, Twój Styl, ISBN 83-7163-171-5
    - Lwy mojego podwórka, Varšava, Twój Styl[1]

  - 2002 – Młyn w piekarni, Varšava, Rosner & Wspólnicy, 2002, ISBN 83-89217-00-7
  - 2003 – Lwy wyzwolone, Varšava, Rosner & Wspólnicy, 2006, ISBN 83-89217-25-2
  - 2005 – Lwy STS-u, Varšava, Rosner & Wspólnicy, 2005, ISBN 83-89217-64-3

### Drama
- - 1966 – Derby w pałacu
  - 1967 – Anioł na dworcu
  - 1972 – Klik-klak
  - 1974 – Darz bór
  - 1975 – Dramaty, Varšava, Państwowy Instytut Wydawniczy, 1975
  - 1984 – Maestro, Varšava, Czytelnik, ISBN 83-07-01229-5
  - Dno nieba (libreto muzikálu)

### Rozhlasové hry
- - 1979 – Bajadera, Varšava, Wydawnictwa Radia i Telewizji, 1979, ISBN 83-212-0010-9
  - 1984 – Słowik Warszawy

### Muzikál
- - 1958 – Esmeralda, czyli baśń romantyczno-kryminalna, předpreiméra STS 1958

## Texty písní
- Bohdan, trzymaj się
- Chyba tak (spoluautor Ziemowit Fedecki)
- I była plaża
- Kierownik kina (spoluautor Andrzej Jarecki)
- Ładny kram, jestem sam
- "Miłość na prowincji"
- "Mówiłam żartem" (slova Agnieszka Osiecka)
- "Piękne dziewczęta na ekrany"
- Piosenka o okularnikach (spoluautor Agnieszka Osiecka)
- W sobotę
- Widzisz, mała (spoluautor Agnieszka Osiecka)
- Zrewiduj mnie (spoluautor Agnieszka Osiecka)